# Deutsch-Ostafrikanische Plantagengesellschaft
Die Deutsch-Ostafrikanische Plantagengesellschaft (DOAPG) war eine Aktiengesellschaft, deren Zweck der Anbau von Tabak, Kautschuk, Kaffee und anderen tropischen Erzeugnissen in Deutsch-Ostafrika (Tansania) war.
Die Deutsch-Ostafrikanische Plantagengesellschaft wurde am 24. November 1886 in Berlin mit einem Gesellschaftskapital von 130.000 Mark gegründet, das später auf zwei Millionen Mark in Aktien à 1.000 Mark erhöht wurde. Zu den Gründungsmitgliedern zählten Carl Peters, Felix von Behr-Bandelin und Wilhelm Schroeder-Poggelow. Sitz der Gesellschaft war Berlin.
Die Plantagen der Gesellschaft lagen in Lewa (Plantage Deutschenhof), Magila und Balangai, in der Landschaft Usambara. Arbeitskräfte waren überwiegend Einheimische.
Im August 1910 beschloss die Gesellschaft die Liquidation.